# Fundella ahemora
Fundella ahemora är en fjärilsart som beskrevs av Dyar 1914. Fundella ahemora ingår i släktet Fundella och familjen mott. Inga underarter finns listade i Catalogue of Life.